# 잔인하고 비정상적인 형벌
잔인하고 비정상적인 형벌(Cruel and unusual punishment)이란 미국 수정 헌법 제8조가 규정하고 있는 미국헌법상 원칙이다. 형벌이 대상 범죄에 비례성을 벗어나 너무 가혹하거나 잔인하여지는 것을 제한하는 조항이다. 잔인한 형벌의 정의는 인간의 존엄성을 해치는 것이고 비정상적 형벌은 행위가 아닌 개인특징을 처벌하는 것이 한 예이다.

## 사례
- 미국연방대법원은 범행 당시에는 정상이였으나 사형집행시 정신이상자나 정신박약인자 등에게 사형을 선고하는 것은 잔혹하고 비정상적인 형벌이라고 보았다.
- 범행당시 18세 미만이고 재판시 성인인 자에게 사형을 선고하는 것은 위헌이다.
- 피해자가 살해되지 않은 성폭행사건에서 피고인을 사형선고하는 것도 잔혹하고 비정상적인 형벌이라고 보았다.
- 피고인에게 경감사유를 제출할 기회를 주지 않는 사형법률은 위헌이다.
- 상당량의 코가인 소지죄로 종신형을 선고받은 것은 본 원칙 위반이 아니다.
- 스트라이크 아웃법으로 골프채 절도로 25년형을 선고받은 것은 본 원칙 위반이 아니다.

## 같이 보기
- 제네바 협약

## 참고 문헌
- 미국대사관-국민의 권리 : 개인의 자유와 권리장전-잔인하고 비정상적인 형벌